# 안제이 파와시
안제이 파와시(폴란드어: Andrzej Pałasz, 1960년 7월 22일, 실롱스크 주 자브제 ~)는 폴란드의 전직 프로 축구 선수로, 현역 시절 미드필더로 활약했다.

## 클럽 경력
그는 주로 구르니크 자브제에서 활동했지만, 말년에는 독일의 하노버 96에서도 활약했다.
파와시는 튀르키예 쉬페르리그의 부르사스포르에서도 활약했다.

## 국가대표팀 경력
파와시는 폴란드 국가대표팀 경기에 35번 출전해 7골을 기록했고, 1982년과 1986년 월드컵에 참가했으며, 전자의 대회에서 3위에 입상했다.
파와시는 앞서 일본에서 열린 1979년 세계 청소년 선수권 대회에도 참가했다.